# Communauté d'agglomération de la Porte du Hainaut
La communauté d'agglomération de la Porte du Hainaut est une communauté d'agglomération française, située dans le département du Nord en région Hauts-de-France.

## Historique
Courant 2000, encouragées par la loi du 12 juillet 1999 relative au renforcement et à la simplification de la coopération intercommunale, trente-cinq communes d’un territoire allant de l’Amandinois à l’Ostrevant ont décidé de s’unir au sein d’une communauté d’agglomération, créée le 31 janvier 2001.
Le 1er janvier 2002, trois communes de l’Ostrevant, Marquette-en-Ostrevant, Wasnes-au-Bac et Wavrechain-sous-Faulx rejoignent la communauté d'agglomération.
Le 1er janvier 2006, la commune d'Escautpont rejoint la Porte du Hainaut.
Le 1er janvier 2014, la communauté de communes rurales de la Vallée de la Scarpe fusionne avec la communauté d'agglomération, créant une nouvelle communauté d'agglomération de La Porte du Hainaut,,.
Le 1er janvier 2019, Émerchicourt, jusqu'alors membre de la communauté de communes Cœur d'Ostrevent du Douaisis malgré son appartenance au Valenciennois, rejoint la Porte du Hainaut,,.  Cette décision est annulée par la justice et la commune réintègre temporairement le 1er juillet 2022 la communauté de communes Cœur d'Ostrevent. En effet, la commune obtient par un arrêté préfectoral du 26 septembre 2023 pris après accord de la CDCI du Nord, du conseil communautaire de la Porte du Hainaut et de nombreux conseils municipaux de ses communes, de rejoindre la Porte du Hainaut le 1er janvier 2024, car « en termes de services administratifs, sociaux, juridiques, de santé et de services à la personne, les habitants d'Émerchicourt se tournent davantage vers les équipements et infrastructures du Valenciennois [et] qu'en matière de sécurité publique, la commune est située dans le zonage de la compagnie de gendarmerie de Valenciennes ». Depuis lors, la communauté d'agglomération compte 47 communes.

## Territoire communautaire

### Composition
Depuis le retour, le 1er janvier 2024 d'Émerchicourt, la communauté d'agglomération est composée des 47 communes suivantes :

| Nom                    | Code Insee | Gentilé               | Superficie (km2) | Population (dernière pop. légale) | Densité (hab./km2) |
| ---------------------- | ---------- | --------------------- | ---------------- | --------------------------------- | ------------------ |
| Wallers (siège)        | 59632      | Wallersois            | 20,89            | 5 618 (2022)                      | 269                |
| Abscon                 | 59002      | Absconnais            | 7,27             | 4 160 (2022)                      | 572                |
| Avesnes-le-Sec         | 59038      | Avesnois              | 10,39            | 1 453 (2022)                      | 140                |
| Bellaing               | 59064      | Bellaingeois          | 3,42             | 1 315 (2022)                      | 385                |
| Bouchain               | 59092      | Bouchinois            | 12,39            | 4 054 (2022)                      | 327                |
| Bousignies             | 59100      | Bousigniens           | 3,14             | 344 (2022)                        | 110                |
| Brillon                | 59109      | Brillonnais           | 2,87             | 764 (2022)                        | 266                |
| Bruille-Saint-Amand    | 59114      | Bruillois             | 7,88             | 1 693 (2022)                      | 215                |
| Château-l'Abbaye       | 59144      | Castellabiens         | 4,41             | 886 (2022)                        | 201                |
| Denain                 | 59172      | Denaisiens            | 11,52            | 20 622 (2022)                     | 1 790              |
| Douchy-les-Mines       | 59179      | Douchynois            | 9,2              | 10 112 (2022)                     | 1 099              |
| Émerchicourt           | 59192      | Émerchicourtois       | 5,11             | 813 (2022)                        | 159                |
| Escaudain              | 59205      | Escaudinois           | 9,97             | 9 060 (2022)                      | 909                |
| Escautpont             | 59207      | Escautpontois         | 5,78             | 4 174 (2022)                      | 722                |
| Flines-lès-Mortagne    | 59238      | Flinois               | 14,45            | 1 667 (2022)                      | 115                |
| Hasnon                 | 59284      | Hasnonais             | 12,74            | 3 853 (2022)                      | 302                |
| Haspres                | 59285      | Haspriens             | 12,2             | 2 632 (2022)                      | 216                |
| Haulchin               | 59288      | Haulchinois           | 5,13             | 2 307 (2022)                      | 450                |
| Haveluy                | 59292      | Haveluynois           | 4,7              | 3 224 (2022)                      | 686                |
| Hélesmes               | 59297      | Hélesmois             | 7,36             | 1 905 (2022)                      | 259                |
| Hérin                  | 59302      | Hérinois              | 4,48             | 4 176 (2022)                      | 932                |
| Hordain                | 59313      | Hordinois             | 5,66             | 1 448 (2022)                      | 256                |
| Lecelles               | 59335      | Lecellois             | 16,24            | 3 048 (2022)                      | 188                |
| Lieu-Saint-Amand       | 59348      | Lieu-Saint-Amandinois | 5,11             | 1 464 (2022)                      | 286                |
| Lourches               | 59361      | Lourchois             | 2,65             | 3 756 (2022)                      | 1 417              |
| Marquette-en-Ostrevant | 59387      | Marquettons           | 7,47             | 1 953 (2022)                      | 261                |
| Mastaing               | 59391      | Mastinois             | 5,97             | 900 (2022)                        | 151                |
| Maulde                 | 59393      | Mauldois              | 5,18             | 955 (2022)                        | 184                |
| Millonfosse            | 59403      | Millonfossois         | 3,48             | 708 (2022)                        | 203                |
| Mortagne-du-Nord       | 59418      | Mortagnais            | 2,18             | 1 581 (2022)                      | 725                |
| Neuville-sur-Escaut    | 59429      | Neuvillois            | 4,74             | 2 759 (2022)                      | 582                |
| Nivelle                | 59434      | Nivellois             | 5,92             | 1 393 (2022)                      | 235                |
| Noyelles-sur-Selle     | 59440      | Noyellois             | 5,05             | 661 (2022)                        | 131                |
| Oisy                   | 59446      | Oisillons             | 2,57             | 695 (2022)                        | 270                |
| Raismes                | 59491      | Raismois              | 33,31            | 12 140 (2022)                     | 364                |
| Rœulx                  | 59504      | Rœulxois              | 4,02             | 3 767 (2022)                      | 937                |
| Rosult                 | 59511      | Rosultois             | 8,16             | 1 997 (2022)                      | 245                |
| Rumegies               | 59519      | Rumegeois             | 7,71             | 1 738 (2022)                      | 225                |
| Saint-Amand-les-Eaux   | 59526      | Amandinois            | 33,81            | 16 042 (2022)                     | 474                |
| Sars-et-Rosières       | 59554      | Sarséens              | 2,6              | 613 (2022)                        | 236                |
| La Sentinelle          | 59564      | Sentinellois          | 3,89             | 3 140 (2022)                      | 807                |
| Thiant                 | 59589      | Thiantais             | 8,39             | 2 963 (2022)                      | 353                |
| Thun-Saint-Amand       | 59594      | Thunois               | 3,71             | 1 102 (2022)                      | 297                |
| Trith-Saint-Léger      | 59603      | Trithois              | 6,87             | 6 062 (2022)                      | 882                |
| Wasnes-au-Bac          | 59645      | Wasnois               | 5,19             | 596 (2022)                        | 115                |
| Wavrechain-sous-Denain | 59651      | Wavrechinois          | 2,37             | 1 606 (2022)                      | 678                |
| Wavrechain-sous-Faulx  | 59652      | Wavrechinois          | 3,8              | 432 (2022)                        | 114                |

### Démographie
| 1968    | 1975    | 1982    | 1990    | 1999    | 2010    | 2015    | 2021    |
| ------- | ------- | ------- | ------- | ------- | ------- | ------- | ------- |
| 176 243 | 172 656 | 161 574 | 156 472 | 156 254 | 157 913 | 159 305 | 158 568 |

## Organisation

### Siège
Le siège de l'agglomération est au site minier d'Arenberg à Wallers.

### Élus
Le conseil communautaire de la communauté d'agglomération se compose de 89 conseillers lors des élections municipales de 2020, représentant chacune des communes membres en fonction de leur population.
Ils sont répartis comme suit :

- 10 délégués pour Denain ;

- 9 délégués pour Saint-Amand-les-Eaux ;

-  7 délégués pour Raismes ;

- 5 délégués pour  Douchy-les-Mines et Escaudain ;

- 3 délégués pour Trith-Saint-Léger et  Wallers ;

- 2 délégués pour Abscon, Bouchain, Escautpont, Hasnon, Hérin, Lourches et Rœulx ;

- 1 délégué et son suppléant pour les 33 autres communes

À la suite des élections municipales de 2020 dans le Nord, le conseil communautaire renouvelé a élu le 11 juillet 2020 son nouveau président, Aymeric Robin, maire de Raismes ainsi que ses vice-présidents pour le mandat 2020-2026, qui sont :
1. Michel Quiévy, maire de Mortagne-du-Nord : Emploi, insertion et économie sociale et solidaire ;
2. Anne-Lise Dufour-Tonini, maire de Denain : Développement et stratégie foncière économique ;
3. Salvator Castiglione, maire de Wallers-Arenberg : Développement du patrimoine UNESCO, Arenberg Creative Mine et enseignement supérieur ;
4. Bruno SALIGOT, maire d'Escaudain : Environnement, prévention des risques naturels et éco-responsabilité ;
5. Pascal Jean, maire de Neuville-sur-Escaut : Habitat, logement et attractivité résidentielle ;
6. Isabelle Denizon-Zawieja, adjointe au maire de Rœulx : Culture et animation territoriale ;
7. Nathalie Colin, maire de Rosult : Développement rural, agriculture et circuits courts ;
8. Jean-Marc Mondino, adjoint au maire de Saint-Amand-les-Eaux : Promotion touristique du territoire et relations transfrontalières ;
9. Jean-François Delattre, maire de Haspres : Finances et pacte de solidarité communautaire;
10. Dalila Duwez-Guesmia, maire de Lourches : Politique de la ville, cohésion sociale et renouvellement urbain ;
11. Jean-Noël Broquet, maire de Thun-Saint-Amand : Schéma de mutualisation et modernisation de l'action publique ;
12. Jean-Paul Ryckelynck, maire de Haveluy : Vie sportive et sport-santé ;
13. Jean-Michel Michalak, maire de Sars-et-Rosières : Stratégie numérique et communication digitale ;
14. Christopher Pannier, maire de Bruille-Saint-Amand : Commerce, artisanat et l'emploi de proximité ;
15. Jean-Claude Messager, maire de Lecelles : Gestion du cycle de l'eau et assainissement.

Le président et ses vice-présidents constituent l'exécutif collectif de la communauté d'agglomération.
Le bureau de l'intercommunalité pour la mandature 2020-2026 est constitué du président, des vice-présidents, auquel participent également les maires.
Le président est le chef des services de la communauté, il préside le Conseil dont il prépare et exécute les délibérations. Il délègue certaines de ses attributions aux vice-présidents.

### Liste des présidents

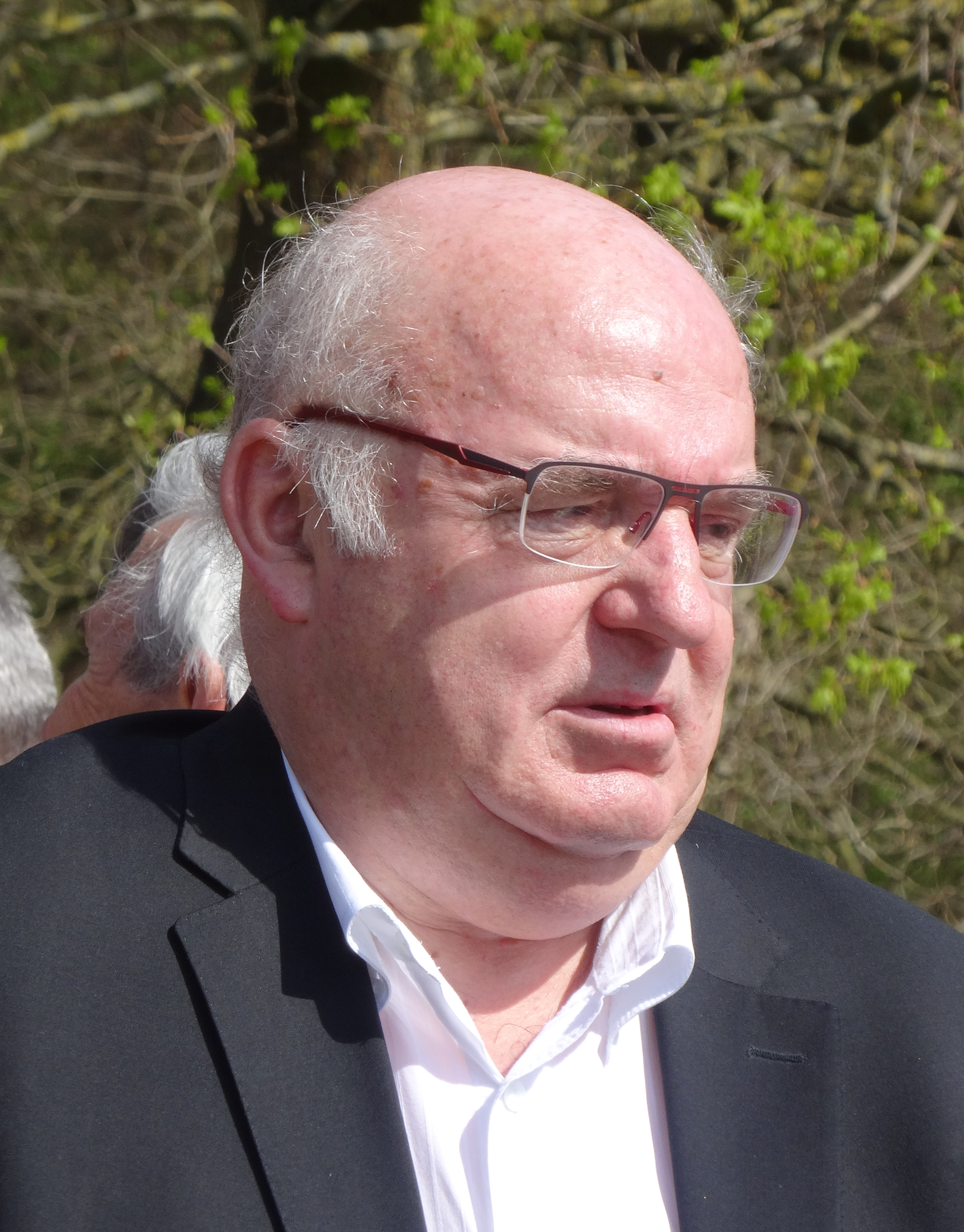
Alain Bocquet, président de l'agglomération de 2000 à 2020.

| Période          | Période                        | Identité      | Étiquette | Qualité                                                                         |
| ---------------- | ------------------------------ | ------------- | --------- | ------------------------------------------------------------------------------- |
| 22 décembre 2000 | 11 juillet 2020                | Alain Bocquet | PCF       | Maire de Saint-Amand-les-Eaux (1995 → ) Député du Nord (20e circ) (1978 → 2017) |
| 11 juillet 2020, | En cours (au 11 décembre 2023) | Aymeric Robin | PCF       | Maire de Raismes (2013 → )                                                      |

### Compétences
L'intercommunalité exerce les compétences qui lui ont été transférées par les communes membres, dans les conditions déterminées par le code général des collectivités territoriales. Il s'agit de :
- Développement économique : actions de développement économique ; zones d'activité  reconnues d'intérêt communautaire ; politique locale du commerce et soutien aux activités commerciales d'intérêt communautaire et actions de redynamisation du commerce de proximité ; promotion du tourisme, dont la création d'offices de tourisme ;
- Aménagement de l'espace communautaire : schéma de cohérence territoriale (SCoT), plan local d’urbanisme (PLU), carte communale et autres documents d'urbanisme ; zones d'aménagement concerté (ZAC) d'intérêt communautaire ; organisation des transports urbains (à ce titre elle peut organiser un service de mise à disposition de bicyclettes en libre-service).
- Équilibre social de l'habitat sur le territoire communautaire : programme local de l'habitat (PLH) ; politique du logement d'intérêt communautaire ; actions et aides financières en faveur du logement social d'intérêt communautaire ; réserves foncières pour la mise en œuvre de la politique communautaire d'équilibre social de l'habitat ; action, par des opérations d'intérêt communautaire, en faveur du logement des personnes défavorisées ; amélioration du parc immobilier bâti d'intérêt communautaire ;
- Politique de la ville : diagnostic du territoire et définition des orientations du contrat de ville ; dispositifs contractuels de développement urbain, de développement local et d'insertion économique et sociale ainsi que des dispositifs locaux de prévention de la délinquance ; programmes définis dans le contrat de ville ;
- aires d'accueil des gens du voyage ;
- Collecte et traitement des ordures ménagères (compétence transférée au SIAVED au 1er janvier 2017) ;
- Gestion des milieux aquatiques et prévention des inondations (GEMAPI) ; eau, assainissement des eaux usées, gestion des eaux pluviales urbaines ; lutte pour la protection de l'eau ; gestion, entretien et exploitation de la Scarpe inférieure d'Hasnon à Mortagne-du-Nord; lutte contre l'érosion et le ruissellement ;
- Voiries d’intérêt communautaire ; parcs de  stationnement d’intérêt communautaire :
- Protection et mise en valeur de l'environnement et du cadre de vie : lutte contre la pollution de l’air, contre les nuisances sonores, soutien aux actions de maîtrise de la demande d’énergie.
- Équipements culturels et sportifs reconnus d’intérêtcommunautaire.
- Arenberg creative mine : en coopération avec Pictanovo et en complémentarité avec ses autres sites emblématiques : la Plaine Images à Roubaix/Tourcoing, la Serre Numérique à Valenciennes, le Louvre Lens Vallée à Lens, La Porte du Hainaut contribue à l'essor de la filière par le développement et la promotion du site Arenberg Creative Mine à Wallers-Arenberg ;
- Actions culturelles : dans la mesure du possible, La Porte du Hainaut développera des pratiques mutualisées dans la conception, la mise en œuvre et l'évaluation des politiques suivantes : programmation spectacle vivant accompagnée d'un volet de médiation culturelle visant à rééquilibrer l'offre culturelle sur le territoire en donnant à tous un accès de proximité à une offre culturelle de qualité liée à une politique tarifaire adaptée ; donner au public scolaire un accès gratuit et équitable au spectacle vivant dans toutes ses formes, dans des lieux dédiés ou non, avec une offre de territoire ; participer à la connaissance du territoire en général et valoriser ses équipements culturels en encourageant la mobilité des publics ; mise en place d'une politique d'éducation artistique à l'échelle du territoire communautaire, en développant notamment des dispositifs partenariaux (DRAC, Éducation Nationale...) ; réseau fonctionnel de lecture publique s'appuyant sur les médiathèques/bibliothèques du territoire et sur les partenaires concernés ; gestion des collections publiques conservées dans les musées de France du territoire de La Porte du Hainaut ; soutien aux structures associatives culturelles du territoire assurant la conservation, la valorisation, la promotion, l'exploitation de fonds photographiques et menant des activités de soutien à la création, la recherche, la production, la diffusion et la médiation dans le domaine de l'image ; soutien aux festivals et événements culturels de portée supra-communautaire, dans le domaine des musiques actuelles, des arts de la rue et du spectacle vivant, ou de la promotion culturelle du territoire ;
- Actions sportives : sans la mesure du possible, La Porte du Hainaut développera des pratiques mutualisées dans la conception, la mise en œuvre et l'évaluation des politiques suivantes : école multisports d'agglomération ; partenariat avec les clubs sportifs ; aide aux structures qui obtiennent un titre sportif de niveau national, européen ou international ; actions sportives ayant un impact particulier pour l'animation ou la promotion du territoire, soutien aux structures associatives assurant le suivi médical des sportifs ; soutien aux manifestations ou rassemblements sportifs d'initiative territoriale ayant une portée départementale ou régionale et une programmation annuelle depuis au moins dix ans ;
- Reconquête paysagère et entretien des sites lourdement marqués par des activités antérieures : sites naturels ou semi-naturels propriété de la CAPH ou faisant l'objet d'une convention de gestion ou d'aménagement, avec le double objectif d'accueil du public et de protection de la nature ; participation à la création et à l'entretien de chemins de randonnées reliant ces sites et territoires entre eux.
- Développement d'actions et de protection de la biodiversité : limitation de l’érosion de la biodiversité et restauration de certains espaces afin d’éviter cette fragmentation ; incitation à la plantation d’arbres et arbustes dans les communes et à destination des habitants et acteurs économiques du territoire ; participation en tant qu’opérateur ou partenaire aux projets en faveur du développement de la biodiversité ;
- Tourisme : mise en place d'une politique d'aide à la création d'hébergements à vocation touristique (gîtes, chambres d'hôte) en milieu rural en complément de la politique départementale existante.
- Ruralité : politique de gestion et de développement du patrimoine arboré dans les zones rurales en complément des politiques départementales et de celles du Parc naturel régional Scarpe-Escaut ; promotion des productions agricoles issues du territoire de la communautaire ;
- Infrastructures, usages et services des technologies de l'information et de la communication ;
- Contribution au budget du service départemental d'incendie et de secours (SDIS) ;

### Régime fiscal et budget
La communauté d'agglomération est un établissement public de coopération intercommunale à fiscalité propre.
Afin de financer l'exercice de ses compétences, l'intercommunalité perçoit, comme l'ensemble des communautés d'agglomération, la fiscalité professionnelle unique (FPU) – qui a succédé à la taxe professionnelle unique (TPU) – et assure une péréquation de ressources entre les communes résidentielles et celles dotées de zones d'activité.
Elle collecte également la taxe d'enlèvement des ordures ménagères (TEOM), qui finance ce service public.
La communauté d'agglomération reverse une dotation de solidarité communautaire (DSC) à ses communes membres.

### Effectifs
Afin de mettre en œuvre ses compétences, au 31 décembre 2020, la communauté d'agglomération employait 172 agents organisés en plusieurs pôles, services et sites, dont 137 fonctionnaires et 35 agents contractuels.

## Projets et réalisations
Conformément aux dispositions légales, une communauté d'agglomération a pour objet d'associer « au sein d'un espace de solidarité, en vue d'élaborer et conduire ensemble un projet commun de développement urbain et d'aménagement de leur territoire ».